# Nettop

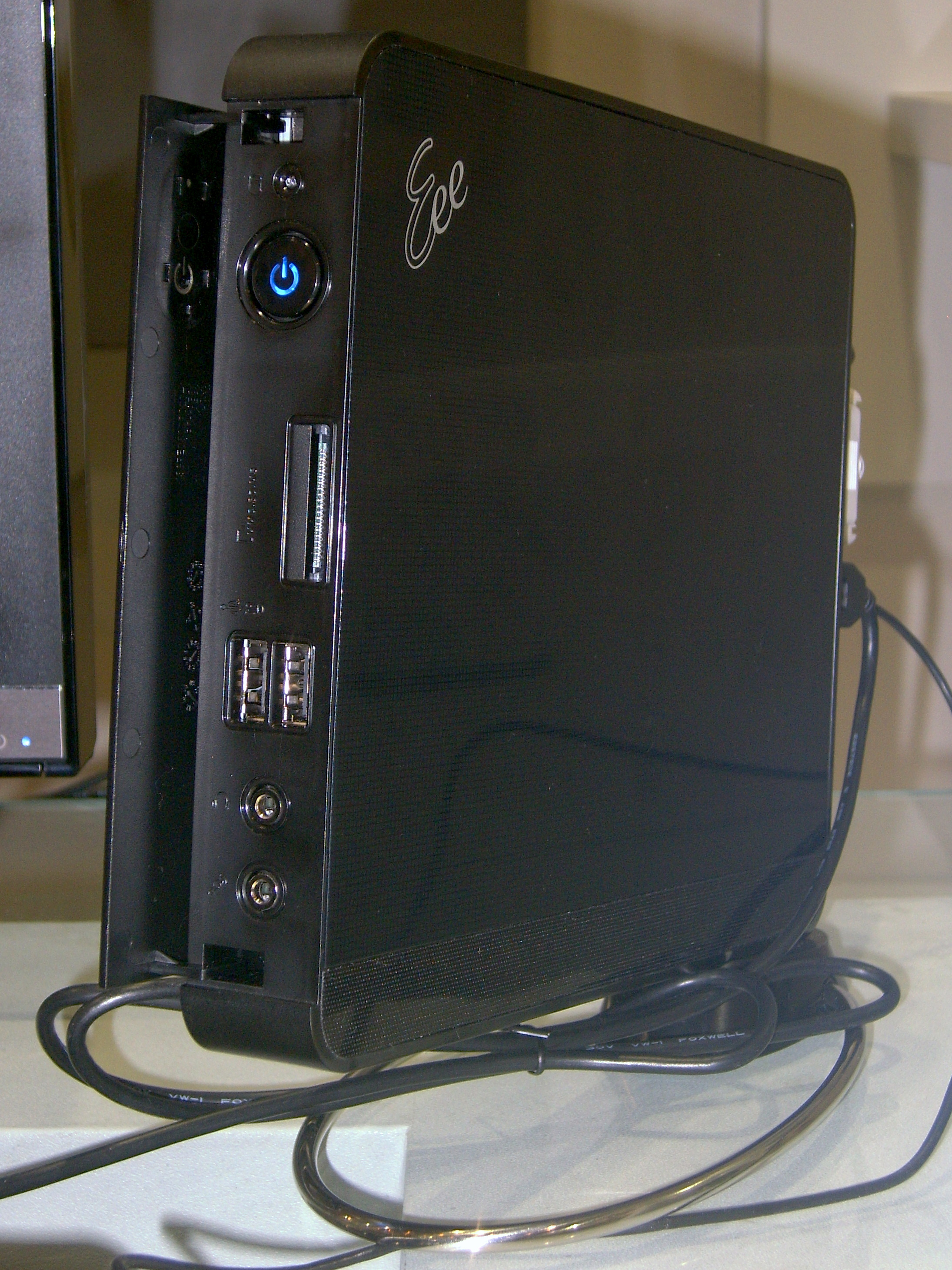
Asus Eee Box

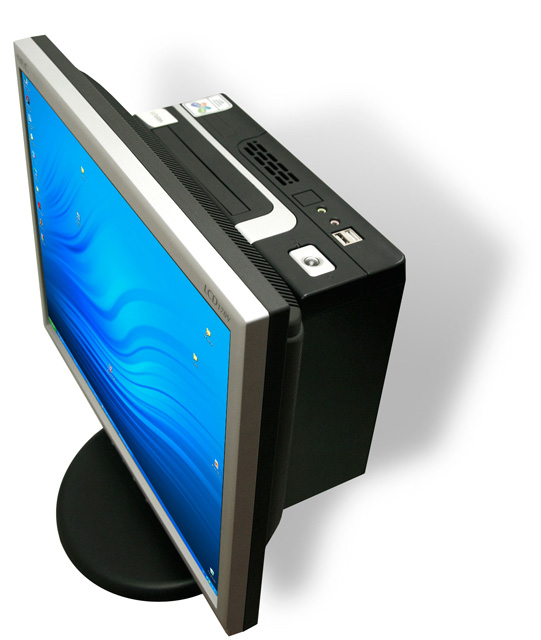
Nettop zamocowany na tyle monitora

Nettop – typ komputera minidesktop lub Small Form Factor przeznaczony do wykonywania podstawowych zadań, takich jak przeglądanie Internetu, dostęp do aplikacji sieciowych i bogatych aplikacji internetowych, dokumentów, audio/wideo itp.
Słowo „nettop” powstało z połączenia słów „internet” i „desktop”.
W porównaniu ze zwykłymi komputerami nettopy są nie tylko mniejsze, lżejsze i tańsze, ale także zużywają mniej energii. Dla przykładu nettop Asus Eee Box pobiera 36 watów mocy, podczas gdy typowy desktop z łatwością zużywa ponad 100–400 watów mocy. Sprawia to jednak, że specyfikacje sprzętu i moc obliczeniowa są zazwyczaj obniżone, a tym samym czyni nettopy mniej odpowiednie do prowadzenia skomplikowanych obliczeń lub użytkowania aplikacji wymagających dużej ilości zasobów.

## Modele
Niektóre nettopy charakteryzują się stylowym wyglądem i możliwością uruchomienia systemu operacyjnego Microsoft Windows w celu przyciągnięcia zwykłych klientów. Inne są projektowane bardziej dla biznesu i doświadczonych użytkowników komputerów; modele te mają jako system operacyjny różne odmiany Linuksa, co umożliwia lepsze dostosowywanie i cięcie kosztów. Poniższa lista przedstawia kilka modeli, które jako pierwsze mogą zaliczyć się do rodziny nettopów:
| Producent | Produkt         |
| --------- | --------------- |
| CompuLab  | fit-PC          |
| ADAX      | NETTOP          |
| CherryPal | CherryPal       |
| Kolu      | Kolu            |
| ASUS      | Eee Box         |
| Linutop   | Linutop         |
| Everex    | Everex gpc mini |
| Zonbu     | Zonbu           |
| MSI       | NetTop D130     |
| Acer      | AspireRevo      |
| Via       | ARTiGO          |

## Sprzęt
Istnieją trzy główne platformy przeznaczone do wykorzystania w nettopach i netbookach. Są nimi Intel Atom, NVIDIA Ion  i VIA Trinity . Niektóre nettopy są również przystosowane do wzorów SoC. Mimo że wiele głównych części, takich jak chipset, karta graficzna i inne urządzenia można również znaleźć w tradycyjnych komputerach, procesory, które są montowane wewnątrz nettopów, są podstawowym elementem odróżniającym je od zwykłych desktopów. Jako pierwszy wprowadzony do obrotu Intel Atom został przyjęty przez większość producentów sprzętu, takich jak ASUS, MSI, SONY itp. Nvidia wydała również platformę ION pierwszej generacji, która stawia GeForce 9400M GPU obok płyty głównej z procesorem Intel Atom, a także zapewnia lepsze odtwarzanie wideo wysokiej rozdzielczości i niższe zużycie energii. Dodatkowo NVIDIA ogłosiła, że będzie wspierać procesory VIA w tym roku. W celu dalszego zmniejszenia kosztów produkcji i poprawy wydajności, wielu producentów i firm rozpoczynających działalność wybrało procesory przeznaczone pierwotnie dla systemów wbudowanych, takie jak AMD Geode i ARM Cortex.

## System operacyjny
Istnieje szeroki wybór systemów operacyjnych, które można zainstalować w nettopie. Windows XP jest jednym z popularnych wyborów, ze względu na bardzo niskie wymagania sprzętowe, jak na dzisiejsze standardy. Niektóre z najwydajniejszych nettopów i przyszłe modele są nawet w stanie pracować z systemem Windows Vista i Windows 7. Linux został również przyjęty przez wiele nettopów, jako system darmowy i obsługujący szeroki zakres architektur procesora. Google Android (platforma) pierwotnie zapowiedziana dla inteligentnych telefonów, ma również miejsce w nettopowym rynku.
Oryginalny Eee Asusa działał pod Linuksem. W odpowiedzi firma Microsoft rozszerzyła dostępność systemu Windows XP dla ultra-tanich komputerów osobistych (ULCPC’s) od czerwca 2008 do czerwca 2010, ewentualnie do uzyskania udziału w rynku netbooków kosztem desktopów i „wartości” laptopów oraz w celu uniknięcia zwiększonego wykorzystania Linuksa do instalacji na netbookach. Microsoft także bada i zademonstrował wydanie edycji „Starter” systemu Windows 7. Firma z Redmond następująco określiła wymagania sprzętowe systemu dla ultra-tanich komputerów osobistych:
- Pamięć: dostarczany z 1 GB pamięci RAM lub mniej
- Ekran: 10,2’’ lub mniejszy
- Dysk: 80 GB (choć to ograniczenie wydaje się być zwiększona do 160 GB HDD do teraz) lub 16 GB SSD
- Brak funkcjonalności Tablet PC
- DirectX w wersji 9 lub poniżej
- Zaawansowany interfejs zarządzania konfiguracją i energią (ACPI) S4 – stan uśpienia nie jest obowiązkowy.